# クライ・マッチョ
『クライ・マッチョ』（Cry Macho）は、2021年のアメリカ合衆国のネオウェスタンドラマ映画。監督・製作・主演をクリント・イーストウッドが務めた。1971年にN・リチャード・ナッシュが執筆し75年に出版した同名タイトルの小説を原作とし、彼とニック・シェンクが脚本家としてクレジットされている。
映画は元ロデオスターの老人を主人公に、メキシコに住む少年を父親に引き合わせるためにアメリカに向かう物語となっている。企画の初期段階では複数の俳優の主演起用が検討され、アーノルド・シュワルツェネッガーが最終的に主演俳優に選ばれたものの、2011年に発覚した彼のスキャンダルが原因で製作が中止された。2020年にイーストウッドが主演を務めることが発表され、COVID-19パンデミック下のニューメキシコ州で2か月間にわたり撮影が行われた。
2021年9月17日にワーナー・ブラザース・ピクチャーズ配給で劇場公開され、同時にHBO Maxでも31日間配信された。批評家から舞台背景や映画音楽について高い評価を得た。

## ストーリー
1978年のテキサス。マイク・マイロはかつてはロデオで名を馳せたが現在は落ちぶれ、馬の調教師で生計を立てる老カウボーイだった。彼はある日、牧場主のハワードから仕事を依頼された。メキシコに住む13才の息子ラフォを連れて来れば報酬は5万ドルだと言う。
車でメキシコシティに向かうマイク。ハワードの元妻レタは豪邸でパーティー三昧の日々を送っていたが、息子のラフォはストリートチルドレンとして盗みや闘鶏に明け暮れていた。男狂いで酒乱な母の元には戻らないと言い切るラフォ。マイクはラフォと雄鶏のマッチョを連れて旅立った。
警察に、息子を誘拐されたと通報するレタ。パトカーやレタの用心棒をかわし、国境を目指すマイクとルフォ。だが、途中で車を失ったマイクたちは、とある寒村で足止めされてしまった。
未亡人のマルタが経営する食堂に転がり込むマイクとラフォ。電話で出発を急かすハワード。実は、ハワードが息子を呼び寄せるのには事情があった。かつてレタの名義で投資した不動産が大金を生んだので、取り分を確保する交渉の為に、ラフォを手元に置く計画だったのだ。それでも息子は愛していると電話で話すハワード。
真実を知り、マイクのことまで疑い出すラフォ。だが、誠実なマイクの人柄に感化され、ラフォは父親と会う事を受け入れた。国境で待つハワードに息子を引き渡したマイクは、親しくなったマルタの元に戻って行った。

## キャスト
※括弧内は日本語吹替。
- マイク・マイロ - クリント・イーストウッド（多田野曜平）
  - かつてはロデオ界のスターだった調教師。
- ラファエル・“ラフォ”・ポルク - エドゥアルド・ミネット（石橋陽彩）
  - メキシコで暮らすハワードの息子。
- ハワード・ポルク - ドワイト・ヨアカム（安原義人）
  - マイクの雇い主でありラフォの父。
- マルタ - ナタリア・トラヴェン（滝沢ロコ）
  - レストランのオーナー。
- レタ - フェルナンダ・ウレホラ（英語版）（佐古真弓）
  - ハワードの酒浸りの妻。
- アウレリオ - オラシオ・ガルシア・ロハス（佐藤せつじ）
  - レタの部下。
- セニョラ・レイエス - アナ・レイ

## 製作

### 企画の始動と中止
N・リチャード・ナッシュが執筆した脚本『Macho』は、1970年代に20世紀フォックスから2度にわたり企画を却下されていた。彼は没になった脚本を小説として書き直し、1975年6月11日に『クライ・マッチョ』のタイトルで出版された。小説が好意的な評価を得た後、ナッシュは「一字一句文章を変えずに」再び脚本の映画化を目指し、2000年に死去するまでに20世紀フォックスなど複数の映画スタジオに脚本を売り込んだ。

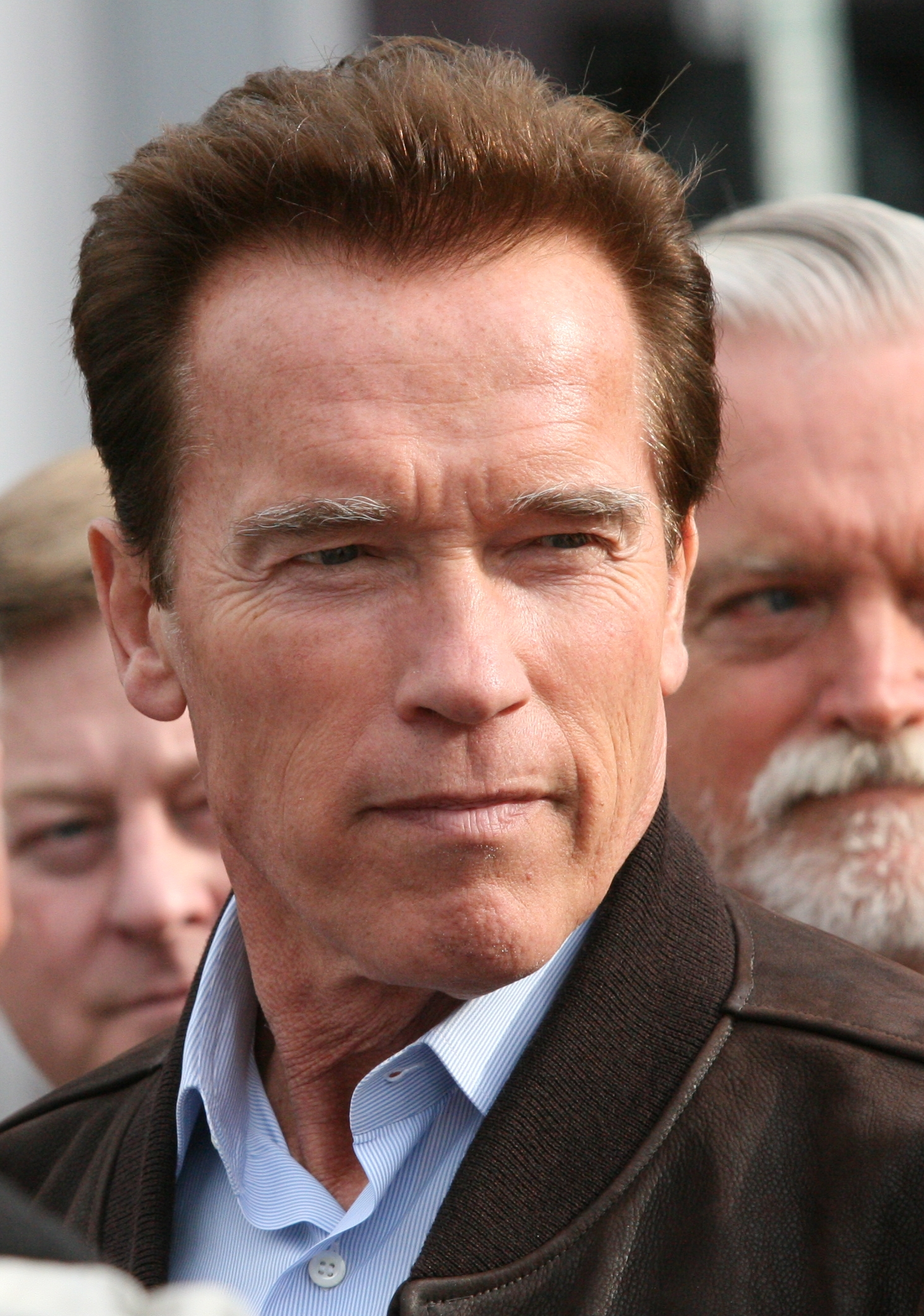
アーノルド・シュワルツェネッガー

プロデューサーのアルバート・S・ラディは『クライ・マッチョ』映画化のために長年取り組み、1988年にクリント・イーストウッドに出演を持ちかけた。イーストウッドは「主人公を演じるには、私は若過ぎる」として出演を辞退したものの、代わりに監督を引き受け、主演にはロバート・ミッチャムを推した。1991年にロイ・シャイダーを主演に起用してメキシコで撮影が始まったが、完成せずに終わった。その後、バート・ランカスターやピアース・ブロスナンを主演に起用するという企画が不調に終わり、2003年にアーノルド・シュワルツェネッガーに「『ウエストワールド』のリメイク版か『クライ・マッチョ』のどちらかの主演に起用する」という話が持ちかけられた。シュワルツェネッガーは『クライ・マッチョ』を選んだものの、直後に彼はカリフォルニア州知事に当選したため、ラディは企画を保留するようにシュワルツェネッガーに提案した。2011年に州知事を退任した後、シュワルツェネッガーは『クライ・マッチョ』への出演を発表し、ブラッド・ファーマンが監督を務め、ニューメキシコ州で撮影が行われることが明かされていた。しかし、マリア・シュライヴァーとの離婚後、シュワルツェネッガーがメイドとの間に隠し子をもうけていたことが報じられスキャンダルに発展したため、製作は中止となった。

### 企画の再始動

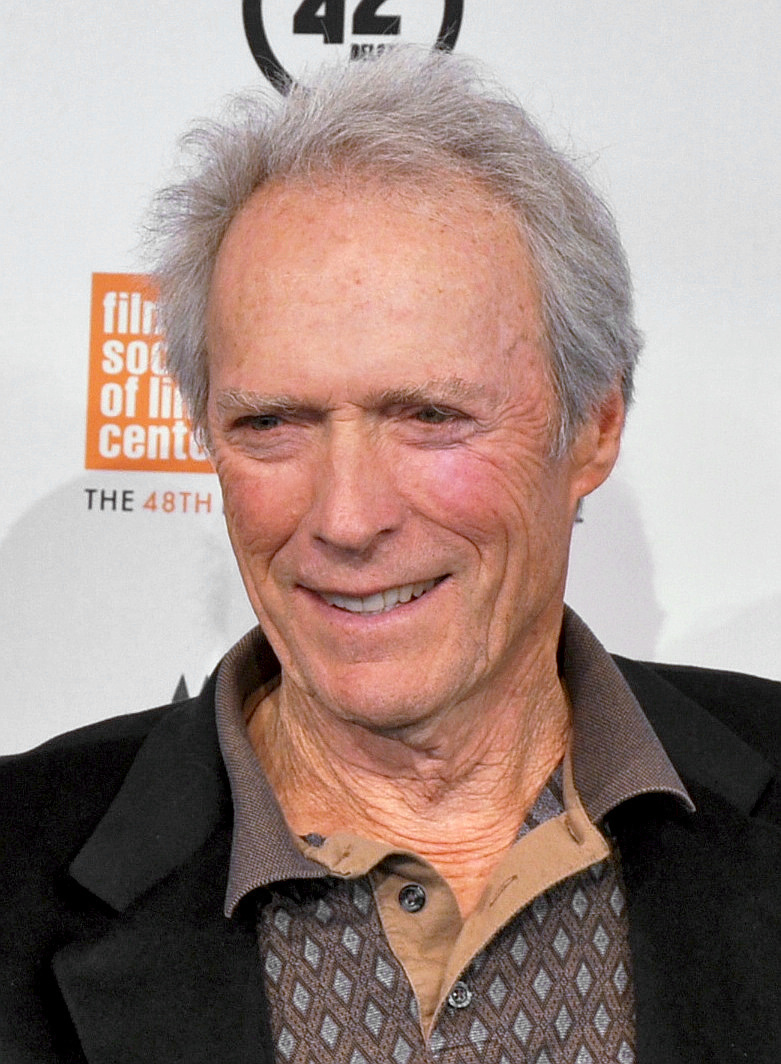
クリント・イーストウッド

2020年10月、ワーナー・ブラザース・ピクチャーズからイーストウッドが『クライ・マッチョ』の監督・プロデューサー・主演を務めることが発表され、同時に脚本はナッシュが執筆したものを採用し、『グラン・トリノ』『運び屋』の脚本を手がけたニック・シェンクも参加することが明かされた。11月14日からニューメキシコ州アルバカーキで、ベン・デイヴィス主導の下で主要撮影が始まった。同月16日からはソコロ郡で撮影が行われ、同月30日に同地での撮影が終了した。12月からはベレンで撮影が行われ、同地のファミリーレストランでカフェのシーンが撮影された。COVID-19パンデミックの影響を受け、撮影チームは全員マスクを着用してソーシャルディスタンスを心がけ、撮影前にはウィルス検査を受けるなどの対策を採りながら撮影を行っていた。
『クライ・マッチョ』には3300万ドルの製作費が投じられ、撮影は予定よりも1日早く、2020年12月15日に終了した。同月にはエドゥアルド・ミネットがイーストウッドの相手役を演じ、ドワイト・ヨアカム、ナタリア・トラヴェン、フェルナンダ・ウレホラ、オラシオ・ガルシア・ロハスが出演することが公表された。ニューメキシコ州フィルムオフィスの発表によるとベルナリオ、サンドヴァル郡、シエラ郡、ヴァレンシア郡でも撮影が行われた。また、同州から撮影スタッフ250人、助演キャスト10人、エキストラ600人以上が動員され、アナ・レイとポール・リンカーン・アラヨも出演することが明かされた。ポストプロダクションではジョエル・コックスとデイヴィッド・コックスが編集作業を担当し、マーク・マンシーナが映画音楽を作曲した。2021年9月10日にウォータータワー・ミュージックからサウンドトラックが発売され、マンシーナ作曲、ウィル・バニスター演奏のオリジナル楽曲「Find a New Home」が収録されている。
イーストウッドはロサンゼルス・タイムズからの取材の中で、マルタの孫娘役の少女がCOVID-19の陽性反応が出て出演を取り消されたものの、偽陽性だったことが判明して予定通り出演することになったこと、「マッチョ」という名前の雄鶏が登場するシーンを撮影するために11羽の雄鶏が用意されたことなどを語っている。また、映画にはイーストウッドが乗馬するシーンがあるが、彼が乗馬するのは1992年に出演した『許されざる者』以来だったため、ラングラー（乗用馬の世話係）に心配されたという。さらに、1988年時には出演を断り、90歳を迎えてから出演を決意した心境について、「いつも、この作品に戻って見直してみようと思っていました。この作品は私がもっと歳を取らなくてはいけないものだったのです。ある日、不意に戻る時が来たんだと感じました。自分の歳に合っていて、歳を取ろうとしなくていいというのは楽しいものです。」と語っている。

## マーケティング
2021年8月5日に2種類のファーストルック画像、劇場用ポスター、予告編が公開された。発表に際し、イーストウッドは『クライ・マッチョ』について、「人生をやり直す男の物語」とコメントしている。予告編については好意的な評価を得ており、エンパイア誌のジェームズ・ホワイトとバラエティ誌のイーサン・シャンフィールドは「マチズモの意味を考察させる作品」、The A.V. Clubのウィリアム・ヒューズは「イーストウッドと彼が誘拐した子供との関係に焦点を当てながら、忠告、男らしさの定義、闘鶏などの心温まる要素が表現されている」とそれぞれ評価している。
8月下旬、ワーナー・ブラザースはシネマコンで今後の映画作品の発表方法について「上手くいく方法を見付けた」と声明を発表し、『クライ・マッチョ』の予告編やイーストウッドのトリビュート映像を含む今後の公開作品の特集映像を公開した。9月にはイーストウッドの特集映像が公開され、『クライ・マッチョ』の映像やイーストウッドの歴代出演作の映像の他にアルバート・S・ラディ、ティム・ムーア、モーガン・フリーマン、メル・ギブソン、ジーン・ハックマン、ジョン・リー・ハンコック、ジョージ・ルーカス、マーティン・スコセッシ、スティーヴン・スピルバーグ、メリル・ストリープ、ヒラリー・スワンクの音声メッセージが含まれていた。/Filmのエリック・ヴェスパは特集映像について「プロモーションしている映画については楽しみで仕方がないのですが、映画ファンとしてはクリント・イーストウッドが生きている間に、彼に相応しい愛と感謝を示すことができることは、とてもありがたいことです。イーストウッドがカウボーイハットを被り馬に跨る姿は、とてもしっくりきますよね?彼の新作映画の巧妙なマーケティングで、この一面に多くの時間を割いているのも頷けます」、Yahoo!ニュースは「イーストウッドのファンは、彼が再び鞍に跨る姿を見て様々な感情を抱くだろう」とコメントしている。

## 公開
2021年9月17日にワーナー・ブラザース・ピクチャーズ配給で劇場公開されると同時に、HBO Maxでも31日間配信された。当初は10月22日に『ラストナイト・イン・ソーホー』『フレンチ・ディスパッチ ザ・リバティ、カンザス・イヴニング・サン別冊』と同時公開予定だったが、『DUNE/デューン 砂の惑星』『ソプラノズ ニューアークに舞い降りたマフィアたち』との調整の結果、公開日が前倒しされた。10月30日には東京国際映画祭で上映されている。11月5日からはデジタル配信が始まり、12月7日にワーナー・アーカイヴ・コレクションからUltra HD Blu-ray、Blu-ray Disc、DVDが発売された。

## 評価

### 興行収入
2021年9月17日に『炎のデス・ポリス』と同時にワイド・リリースされた。バラエティ誌とTheWrapはオープニング週末の興行収入を500万ドルから1000万ドルと予測し、Boxoffice Proはカナダを合わせた北米市場の初日興行収入を100万ドルから500万ドル、オープニング週末の興行収入を200万ドルから1500万ドルと予測している。アナリストたちは「高齢男性層はHBO Maxのストリーミング配信で視聴し、口コミで好評になった時のみ劇場で鑑賞する可能性が高い」と分析しており、コムスコアのポール・デルガラベディアンは「これも独自の工夫を凝らしたハイブリッドモデルのテストです。一般的にブロックバスター映画は劇場公開モデルが適しているが、『クライ・マッチョ』は劇場観賞に消極的な客層がターゲットの作品のため、HBO Maxからの大きな後押しを得られるだろう」と指摘している。
『クライ・マッチョ』は公開初日に160万ドル、2日目に170万ドル、3日目に130万ドルの興行収入を記録し、オープニング週末の興行収入は440万ドル、1劇場当たりの平均興行収入は1115ドルとなった。オープニング週末の興行成績は『シャン・チー/テン・リングスの伝説』（公開3週目）、『フリー・ガイ』（公開6週目）に次ぐ第3位にランクインしており、観客の年齢層は35歳以上が79%、性別は女性が51%、人種は白人66%、ラテン系14%、黒人8%、アジア系・その他12%となっている。EntTelligenceの分析によると、高齢観客層は午後の早い時間帯に観賞する割合が高く、全体の88%が午後8時より前に映画館で鑑賞している。また、早期上映のチケット平均価格は10.77ドルで、限定公開された『ブルー・バイユー』『タミー・フェイの瞳』の平均価格13ドルを下回った。Samba TVは300万世帯を対象に視聴調査を行い、『クライ・マッチョ』をHBO Maxで5分以上視聴した世帯数は配信3日間で69万3000世帯を記録し、『イン・ザ・ハイツ』の記録に並んだと発表した。視聴年齢層は65歳以上が多く、人種はヒスパニック系が35%だった。公開第2週末の興行収入は前週比53.8%減の205万ドル（4022館）を記録した。
海外市場では585劇場で公開され、オープニング週末の興行収入は35万ドル、公開第2週末の興行収入は18市場で41万4000ドルを記録した。2021年11月12日からはイギリス・アイルランドで公開され、同じ週の興行収入は12市場で93万2000ドルを記録している。

### 批評
Rotten Tomatoesでは173件の批評が寄せられ支持率58%、平均評価5.6/10となっており、批評家Metacriticでは44件の批評に基づき58/100のスコア、CinemaScoreではB評価を与えており、ポストトラックでは好意的な評価が73%となっている。
ザ・ニューヨーカーのリチャード・ブロディはこれに加えて「この心躍る冒険は、極々狭い範囲での奇跡に近い脱出を暗示しており、回顧的な物語の雰囲気を醸し出している」と指摘している。
アトランティック誌のデイヴィッド・シムズは、イーストウッドの魅力と、彼が映画の中で自分自身のキャリアを表現した点を評価し、彼が「不愛想になる傾向があり、自分のキャリアに冷徹な目を向ける一方、まだ学ぶべきことがある男の物語を伝えている」と批評している。